# Gyeltsha Rinchen Gön
| Tibetische Bezeichnung                          |
| ----------------------------------------------- |
| Wylie-Transliteration: rgyal tsha rin chen mgon |
| Chinesische Bezeichnung                         |
| Vereinfacht: 贾察仁钦贡                         |
| Pinyin:Jiacha Renqin Gong                       |

Gyeltsha Rinchen Gön (tibetisch, Umschrift nach Wylie rgyal tsha rin chen mgon; geb. 1118; gest. 1195) war der Gründer der Throphu-Kagyü-Schule (khro phu bka’ brgyud), einer der Acht kleinen Schulen der Kagyü-Schultradition des tibetischen Buddhismus.
Er war ein Schüler Phagmodrupa Dorje Gyelpos.